# Thiobacterium bovistum
Thiobacterium bovistum ist eine Art gramnegativer Schwefelbakterien und die einzige Vertreterin der Gattung Thiobacterium aus der Familie der Thiotrichaceae. Sie ist aerob, auf Sauerstoff zum Wachstum angewiesen und kommt in schwefelwasserstoffhaltigen Gewässern vor.

## Beschreibung
Thiobacterium bovistum ist ein stäbchenförmiges, unbewegliches Bakterium, 0,4 bis 1,5 Mikrometer breit und 2,5 bis 9 Mikrometer lang. Die einzelnen Zellen haben ein bis neun kugelförmige Schwefeleinschlüsse, wodurch die Zellen im Auflicht weiß, im Durchlicht schwarz erscheinen. Schwefeleinschlüsse sind ein allgemeines Merkmal der Familie Thiotrichaceae. Thiobacterium bovistum ist chemolithotroph, sie gewinnt Energie aus der Oxidierung von Schwefelverbindungen.
Die Zellen sind in einer gelatinösen Masse eingebettet und bilden Kolonien. Fest verankert auf einem Substrat sind sie baumförmig, stark verzweigt und 2 bis 3 Millimeter lang. Frei bewegliche Kolonien hingegen sind kugelförmig mit blasenförmigen, wassergefüllten Kammern, erreichen einen Durchmesser von bis zu 4 Millimeter. Sie finden sich nahe der Wasseroberfläche und ähneln Pilzen mit kugelförmigem Fruchtkörpern, sogenannte Bovisten, worauf das Artepitheton hinweist.

## Verbreitung
Thiobacterium bovistum kann in schwefelwasserstoffhaltigem Salz-, Brack- und Süßwasser gefunden werden, darunter auch in Thermalquellen mit Temperaturen bis zu 45 °C. Eine Reinkultur im Labor ist noch nicht gelungen. Drei ebenfalls zu der Gattung Thiobacterium zählende Stämme wurden in schwefelhaltigen marinen Umgebungen gefunden. Es handelte sich um einen Walknochen, aus einem in der Tiefsee befindlichen Boden und einer unterseeischen Höhle. Es handelte sich um Mikrobenmatten mit großen Anteil von Thiobacterium, die Stämme bildeten gelartige Kugeln, wie es auch von Thiobacterium bovistum bekannt ist und beinhalteten 3–10 Granula. Innerhalb der gallertartigen Kugeln wurden viele andere Bakterienarten nachgewiesen.  Es handelte sich um eine sehr hohe mikrobielle Vielfalt.

## Systematik
Die Art wurde 1912 durch Molisch als Bacterium bovista erstbeschrieben, von Janke 1924 aber als eigene Gattung ausgegliedert. Ein Schreibfehler wurde später berichtigt (Thiobacterium bovista wurde zu Thiobacterium bovistum).